# William Watson (szachista)
William Nicholas Watson (ur. 18 kwietnia 1962 w Bagdadzie) – angielski szachista, mistrz międzynarodowy od 1982, arcymistrz od 1990, którego największym osiągnięciem jest mistrzostwo Wielkiej Brytanii 1994 (Norwich). Posiada także tytuł mistrza Anglii (1992) w szachach szybkich.

## Osiągnięcia turniejowe
- 1983 Brighton – dzielone II–III m.
- 1986 Bor – dzielone I–III m.
- 1988 Kecskemet – dzielone I–II m.
- 1991 Londyn – dzielone I-II m.
- 1992 Praga – I m.

W 1988 r. wystąpił w drużynie Anglii na szachowej olimpiadzie w Salonikach, zdobywając srebrny medal. Do 2002 roku Watson aktywnie uczestniczył w turniejach, także w rozgrywkach szachowej Bundesligi (klub SV Castrop Rauxel), aktualnie jest zawodnikiem nieaktywnym.
Najwyższy ranking w karierze osiągnął 1 lipca 1992 r., z wynikiem 2560 punktów dzielił wówczas 99-105. miejsce na światowej liście FIDE, jednocześnie zajmując 7. miejsce wśród angielskich szachistów.